# Stefan Michalak (aktor)

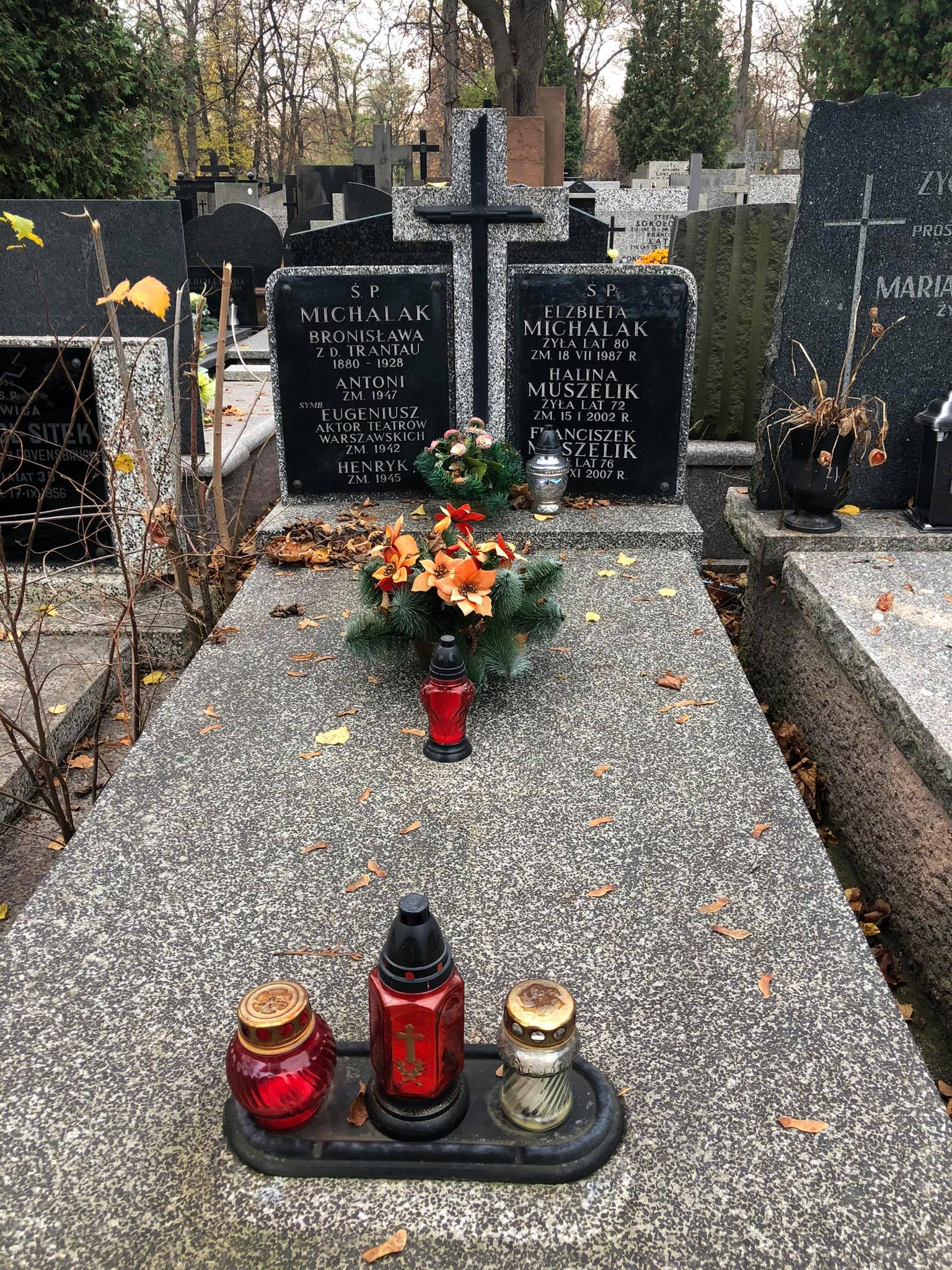
Grób Stefana Eugeniusza Michalaka na cmentarzu Bródnowskim

Stefan Michalak (ur. 1906, zm. 1942) – polski aktor teatralny.

## Życiorys
W 1923 ukończył Szkołę Dramatyczną w Warszawie, podczas pokazów dyplomowych, które miały miejsce w Teatrze Rozmaitości grał role m.in. Pana Młodego („Wesele”), Bernarda („Nadzieja”), Pierrota („Papierowy kochanek”). Od 1928 występował w Teatrze Kameralnym, a następnie w Teatrze Popularnym w Łodzi. W sezonie 1931/32 występował na scenie Teatru Miejskiego im. Słowackiego w Krakowie, w 1932 powrócił do Warszawy, gdzie grał w Teatrze Narodowym i Teatrze Letnim. Od 1934 do 1939 występował na scenach w Teatrze Polskim i Teatrze Małym, grał m.in. Marcela („Cyganeria”), Gildensterna („Hamlet”), Maurycego („Lato w Nohant”).
Pochowany na cmentarzu Bródnowskim (kw. 3B, rząd I, grób 18).